# Coupe d'Europe féminine des clubs champions de hockey sur glace 2010-2011
Navigation
Édition 2009-2010 Édition 2011-2012
La saison 2010-2011 est la 7e édition de la Coupe d'Europe féminine des clubs champions de hockey sur glace.
L'Ilves Tampere remporte le titre après avoir fini premier de la Super Finale, devenant ainsi le premier club finlandais à s'imposer dans cette compétition.

## Format de la saison
20 équipes venant de 20 pays prennent part à la Coupe d'Europe des clubs champions.
La compétition se divise en trois phases de groupes. L'entrée en lice des équipes se fait selon le niveau de chacune. 
Chaque groupe est composé de quatre équipes et est organisé par l'une d'entre elles. Il se déroule sous une formule de mini-championnat à rencontre simple. Au premier tour, seul le vainqueur de chaque groupe se qualifie pour le tour suivant. Au deuxième tour, les deux premiers de chaque groupe se qualifient pour le groupe final.
Une victoire dans le temps règlementaire vaut 3 points, une victoire après une prolongation (mort subite) ou une séance de tirs au but 2 points, une défaite après une prolongation ou une séance de tirs au but 1 point, une défaite dans le temps règlementaire 0 point.
Si deux équipes ou plus sont à égalité de points, seules les rencontres opposant les équipes concernées sont pris en compte pour les départager.

## Premier tour

### Groupe A
Le groupe A se déroule du 29 au 31 octobre 2010 à Bolzano (Italie). Il oppose le HC Lugano (Suisse), l'EV Bozen 84 (Italie), les Phantoms de Slough (Royaume-Uni) et les Valladolid Panteras (Espagne).
| Pl. | Équipe              | PJ | V | VP | DP | D | Pts | BP | BC | +/- |
| --- | ------------------- | -- | - | -- | -- | - | --- | -- | -- | --- |
| 1   | HC Lugano           | 3  | 3 | 0  | 0  | 0 | 9   | 31 | 1  | +30 |
| 2   | EV Bozen 84         | 3  | 2 | 0  | 0  | 1 | 6   | 8  | 6  | +2  |
| 3   | Phantoms de Slough  | 3  | 1 | 0  | 0  | 2 | 3   | 7  | 13 | -6  |
| 4   | Valladolid Panteras | 3  | 0 | 0  | 0  | 3 | 0   | 0  | 26 | -26 |

| 29 octobre 2010 15:00 | HC Lugano           | 10 - 1 (4-0; 2-1; 4-0)  | Phantoms de Slough  | Palaonda, Bolzano |
| 29 octobre 2010 20:00 | EV Bozen 84         | 5 - 0 (2-0; 2-0; 1-0)   | Valladolid Panteras | Palaonda, Bolzano |
| 30 octobre 2010 15:00 | Valladolid Panteras | 0 - 16 (0-11; 0-5; 0-0) | HC Lugano           | Palaonda, Bolzano |
| 30 octobre 2010 20:00 | Phantoms de Slough  | 1 - 3 (1-1; 0-1; 0-1)   | EV Bozen 84         | Palaonda, Bolzano |
| 31 octobre 2010 14:00 | Phantoms de Slough  | 5 - 0 (2-0; 0-0; 3-0)   | Valladolid Panteras | Palaonda, Bolzano |
| 31 octobre 2010 18:30 | EV Bozen 84         | 0 - 5 (0-3; 0-2; 0-0)   | HC Lugano           | Palaonda, Bolzano |

### Groupe B
Le groupe B se déroule du 29 au 31 octobre 2010 à Ankara (Turquie). Il oppose le Aisulu Almaty (Kazakhstan), le Grenoble MH 38 (France), le HK Terme Maribor (Slovénie) et le Milenyum Paten SK (Turquie).
| Pl. | Équipe            | PJ | V | VP | DP | D | Pts | BP | BC | +/- |
| --- | ----------------- | -- | - | -- | -- | - | --- | -- | -- | --- |
| 1   | Aisulu Almaty     | 3  | 3 | 0  | 0  | 0 | 9   | 35 | 0  | +35 |
| 2   | Grenoble MH 38    | 3  | 2 | 0  | 0  | 1 | 6   | 17 | 6  | +11 |
| 3   | HK Terme Maribor  | 3  | 1 | 0  | 0  | 2 | 3   | 9  | 28 | -19 |
| 4   | Milenyum Paten SK | 3  | 0 | 0  | 0  | 3 | 0   | 5  | 32 | -27 |

| 29 octobre 2010 15:00 | Aisulu Almaty     | 4 - 0 (1-0; 3-0; 0-0)  | Grenoble MH 38    | Bel-Pa Ice Rink, Ankara |
| 29 octobre 2010 18:00 | Milenyum Paten SK | 5 - 7 (1-2; 1-2; 3-3)  | HK Terme Maribor  | Bel-Pa Ice Rink, Ankara |
| 30 octobre 2010 15:00 | HK Terme Maribor  | 0 - 16 (0-5; 0-5; 0-6) | Aisulu Almaty     | Bel-Pa Ice Rink, Ankara |
| 30 octobre 2010 18:00 | Milenyum Paten SK | 0 - 10 (0-3; 0-1; 0-6) | Grenoble MH 38    | Bel-Pa Ice Rink, Ankara |
| 31 octobre 2010 15:00 | Grenoble MH 38    | 7 - 2 (3-0; 3-1; 1-1)  | HK Terme Maribor  | Bel-Pa Ice Rink, Ankara |
| 31 octobre 2010 18:00 | Aisulu Almaty     | 15 - 0 (6-0; 3-0; 6-0) | Milenyum Paten SK | Bel-Pa Ice Rink, Ankara |

### Groupe C
Le groupe C se déroule du 29 au 31 octobre 2010 à Jelgava (Lettonie). Il oppose le Vålerenga Ishockey (Norvège), le SHK Laima (Lettonie), les Herlev Hornets (Danemark) et le TMH Polonia Bytom (Pologne).
| Pl. | Équipe             | PJ | V | VP | DP | D | Pts | BP | BC | +/- |
| --- | ------------------ | -- | - | -- | -- | - | --- | -- | -- | --- |
| 1   | Vålerenga Ishockey | 3  | 3 | 0  | 0  | 0 | 9   | 13 | 5  | +8  |
| 2   | Herlev Hornets     | 3  | 2 | 0  | 0  | 1 | 6   | 21 | 8  | +13 |
| 3   | SHK Laima          | 3  | 1 | 0  | 0  | 2 | 3   | 9  | 9  | 0   |
| 4   | TMH Polonia Bytom  | 3  | 0 | 0  | 0  | 3 | 0   | 10 | 31 | -21 |

| 29 octobre 2010 16:00 | Herlev Hornets     | 0 - 3 (0-1; 0-2; 0-0)  | Vålerenga Ishockey | Jelgavas Ledushalle, Jelgava |
| 29 octobre 2010 19:30 | SHK Laima          | 8 - 1 (5-0; 1-1; 2-0)  | TMH Polonia Bytom  | Jelgavas Ledushalle, Jelgava |
| 30 octobre 2010 15:00 | Vålerenga Ishockey | 8 - 4 (3-2; 3-1; 2-1)  | TMH Polonia Bytom  | Jelgavas Ledushalle, Jelgava |
| 30 octobre 2010 18:30 | SHK Laima          | 0 - 6 (0-2; 0-0; 0-4)  | Herlev Hornets     | Jelgavas Ledushalle, Jelgava |
| 31 octobre 2010 14:30 | TMH Polonia Bytom  | 5 - 15 (0-7; 3-5; 2-3) | Herlev Hornets     | Jelgavas Ledushalle, Jelgava |
| 31 octobre 2010 18:00 | Vålerenga Ishockey | 2 - 1 (0-1; 2-0; 0-0)  | SHK Laima          | Jelgavas Ledushalle, Jelgava |

### Groupe D
Le groupe D se déroule du 29 au 31 octobre 2010 à Saint-Pölten (Autriche). Il oppose le HK Spišská Nová Ves (Slovaquie), le EHV Sabres Vienne (Autriche), le UTE-Marilyn (Hongrie) et les SC Miercurea-Ciuc (Roumanie).
| Pl. | Équipe              | PJ | V | VP | DP | D | Pts | BP | BC | +/- |
| --- | ------------------- | -- | - | -- | -- | - | --- | -- | -- | --- |
| 1   | EHV Sabres Vienne   | 3  | 3 | 0  | 0  | 0 | 9   | 43 | 0  | +43 |
| 2   | HK Spišská Nová Ves | 3  | 2 | 0  | 0  | 1 | 6   | 15 | 13 | +2  |
| 3   | UTE-Marilyn         | 3  | 1 | 0  | 0  | 2 | 3   | 7  | 20 | -13 |
| 4   | SC Miercurea-Ciuc   | 3  | 0 | 0  | 0  | 3 | 0   | 1  | 33 | -32 |

| 29 octobre 2010 16:00 | HK Spišská Nová Ves | 12 - 1 (1-1; 5-0; 6-0) | SC Miercurea-Ciuc   | Landessportzentrum, Saint-Pölten |
| 29 octobre 2010 19:00 | EHV Sabres Vienne   | 17 - 0 (5-0; 3-0; 9-0) | UTE-Marilyn         | Landessportzentrum, Saint-Pölten |
| 30 octobre 2010 16:00 | UTE-Marilyn         | 6 - 0 (2-0; 1-0; 3-0)  | SC Miercurea-Ciuc   | Landessportzentrum, Saint-Pölten |
| 30 octobre 2010 19:00 | EHV Sabres Vienne   | 11 - 0 (2-0; 4-0; 5-0) | HK Spišská Nová Ves | Landessportzentrum, Saint-Pölten |
| 31 octobre 2010 16:00 | HK Spišská Nová Ves | 3 - 1 (1-0; 0-0; 2-1)  | UTE-Marilyn         | Landessportzentrum, Saint-Pölten |
| 31 octobre 2010 19:00 | SC Miercurea-Ciuc   | 0 - 15 (0-8; 0-4; 0-3) | EHV Sabres Vienne   | Landessportzentrum, Saint-Pölten |

## Deuxième tour

### Groupe E
Le groupe E se déroule du 3 au 5 décembre 2011 à Slaný (République tchèque). Il oppose le SKIF Nijni-Novgorod (Russie), le HC Slavia Prague (République tchèque), le HC Lugano (Suisse), vainqueur du groupe A, et l'EHV Sabres Vienne (Autriche),vainqueur du groupe D.
| Pl. | Équipe              | PJ | V | VP | DP | D | Pts | BP | BC | +/- |
| --- | ------------------- | -- | - | -- | -- | - | --- | -- | -- | --- |
| 1   | HC Lugano           | 3  | 2 | 1  | 0  | 0 | 8   | 18 | 10 | +8  |
| 2   | SKIF Nijni-Novgorod | 3  | 1 | 1  | 1  | 0 | 6   | 16 | 9  | +7  |
| 3   | HC Slavia Prague    | 3  | 1 | 0  | 1  | 1 | 4   | 12 | 12 | 0   |
| 4   | EHV Sabres Vienne   | 3  | 0 | 0  | 0  | 3 | 0   | 7  | 22 | -15 |

| 3 décembre 2010 14:00 | HC Lugano           | 8 - 3 (3-1; 3-1; 2-1)               | EHV Sabres Vienne   | Zimní stadión, Kladno Affluence : 10 |
| 3 décembre 2010 17:30 | SKIF Nijni-Novgorod | 4 - 3 tab (1-0; 0-2; 2-1; 0-0; 1-0) | HC Slavia Prague    | Zimní stadión, Kladno Affluence : 50 |
| 4 décembre 2010 14:00 | SKIF Nijni-Novgorod | 4 - 5 ap (0-2; 3-1; 1-1; 0-1)       | HC Lugano           | Zimní stadión, Kladno Affluence : 40 |
| 4 décembre 2010 17:30 | HC Slavia Prague    | 6 - 3 (2-0; 0-2; 4-1)               | EHV Sabres Vienne   | Zimní stadión, Kladno Affluence :    |
| 5 décembre 2010 14:00 | EHV Sabres Vienne   | 1 - 8 (0-3; 1-3; 0-2)               | SKIF Nijni-Novgorod | Zimní stadión, Kladno Affluence : 40 |
| 5 décembre 2010 17:30 | HC Lugano           | 5 - 3 (1-1; 2-0; 2-2)               | HC Slavia Prague    | Zimní stadión, Kladno Affluence : 60 |

### Groupe F
Le groupe F se déroule du 3 au décembre 2010 à Lohja (Finlande). Il oppose l'Ilves Tampere (Finlande), l'OSC Berlin (Allemagne), l'Aisulu Almaty (Kazakhstan), vainqueur du groupe B, et le Vålerenga Ishockey (Norvège), vainqueur du groupe C.
| Pl. | Équipe             | PJ | V | VP | DP | D | Pts | BP | BC | +/- |
| --- | ------------------ | -- | - | -- | -- | - | --- | -- | -- | --- |
| 1   | Aisulu Almaty      | 3  | 3 | 0  | 0  | 0 | 9   | 7  | 1  | +6  |
| 2   | Ilves Tampere      | 3  | 2 | 0  | 0  | 1 | 6   | 7  | 5  | +2  |
| 3   | OSC Berlin         | 3  | 1 | 0  | 0  | 2 | 3   | 6  | 6  | 0   |
| 4   | Vålerenga Ishockey | 3  | 0 | 0  | 0  | 3 | 0   | 2  | 10 | -8  |

| 3 décembre 2010 15:30 | Ilves Tampere      | 2 - 1 (0-0; 2-0; 0-1) | OSC Berlin         | Kisakallio Arena, Lohja Affluence : 73 |
| 3 décembre 2010 19:00 | Aisulu Almaty      | 1 - 0 (1-0; 0-0; 0-0) | Vålerenga Ishockey | Kisakallio Arena, Lohja Affluence : 46 |
| 4 décembre 2010 14:00 | Ilves Tampere      | 1 - 3 (1-1; 0-1; 0-1) | Aisulu Almaty      | Kisakallio Arena, Lohja Affluence : 52 |
| 4 décembre 2010 18:00 | Vålerenga Ishockey | 1 - 5 (0-3; 1-1; 0-1) | OSC Berlin         | Kisakallio Arena, Lohja Affluence : 55 |
| 5 décembre 2010 13:30 | OSC Berlin         | 0 - 3 (0-0; 0-0; 0-3) | Aisulu Almaty      | Kisakallio Arena, Lohja Affluence : 57 |
| 5 décembre 2010 17:00 | Vålerenga Ishockey | 1 - 4 (0-0; 0-2; 1-2) | Ilves Tampere      | Kisakallio Arena, Lohja Affluence : 85 |

## Super Finale
La Super Finale se déroule du 25 au 27 février 2011 à Lugano en Suisse. Il oppose le HC Lugano (Suisse) et le SKIF Nijni-Novgorod (Russie), premier et deuxième du groupe E, et l'Aisulu Almaty (Kazakhstan) et l'Ilves Tampere (Finlande), premier et deuxième du groupe F
| Pl. | Équipe              | PJ | V | VP | DP | D | Pts | BP | BC | +/- |
| --- | ------------------- | -- | - | -- | -- | - | --- | -- | -- | --- |
| 1   | Ilves Tampere       | 3  | 2 | 1  | 0  | 0 | 8   | 11 | 7  | +4  |
| 2   | SKIF Nijni-Novgorod | 3  | 1 | 1  | 0  | 1 | 5   | 10 | 9  | +1  |
| 3   | HC Lugano           | 3  | 0 | 1  | 2  | 0 | 4   | 10 | 11 | -1  |
| 4   | Aisulu Almaty       | 3  | 0 | 0  | 1  | 2 | 1   | 1  | 5  | -4  |

Tous les horaires sont locaux (UTC+1)
| 25 février 2011 14:00 | Ilves Tampere       | 5 - 3 (4-0; 0-2; 1-1)               | SKIF Nijni-Novgorod | Resega, Lugano Affluence : 80  |
| 25 février 2011 17:30 | HC Lugano           | 2 - 1 tab (0-0; 0-1; 1-0; 0-0; 1-0) | Aisulu Almaty       | Resega, Lugano Affluence : 512 |
| 26 février 2011 14:00 | SKIF Nijni-Novgorod | 2 - 0 (1-0; 0-0; 1-0)               | Aisulu Almaty       | Resega, Lugano Affluence : 58  |
| 26 février 2011 17:30 | Ilves Tampere       | 5 - 4 ap (0-0; 3-2; 1-2; 1-0)       | HC Lugano           | Resega, Lugano Affluence : 550 |
| 27 février 2011 14:00 | Aisulu Almaty       | 0 - 1 (0-0; 0-1; 0-0)               | Ilves Tampere       | Resega, Lugano Affluence : 70  |
| 27 février 2011 17:30 | HC Lugano           | 4 - 5 ap (1-1; 0-2; 3-1; 0-1)       | SKIF Nijni-Novgorod | Resega, Lugano Affluence : 532 |

### Meilleures joueuses
| Récompense           | Joueuse          | Équipe        |
| -------------------- | ---------------- | ------------- |
| Meilleure gardienne  | Daria Obydennova | Aisulu Almaty |
| Meilleure défenseure | Nicole Bullo     | HC Lugano     |
| Meilleure attaquante | Saara Tuominen   | Ilves Tampere |

### Effectif vainqueur
| Vainqueur de la Coupe d'Europe féminine des clubs champions 2010-11 Ilves Tampere | Gardiennes de but : Linda Selkee, Viivi Vartia Défenseures : Emma Haataja, Merja Halmetoja, Anna Kilponen, Rosa Lindstedt, Heidi Pelttari, Mari Saarinen, Hanna-Riika Turpeinen Attaquantes : Reetta Aavasalo, Sari Karna, Johanna Koivula, Venla Kotkaslahti, Tawni Mattila, Heli Myllymaki, Anni Rantanen, Jenna Suokko, Saara Tuominen Entraîneur : Samuli Marjeta |